# 白臉樹鴨

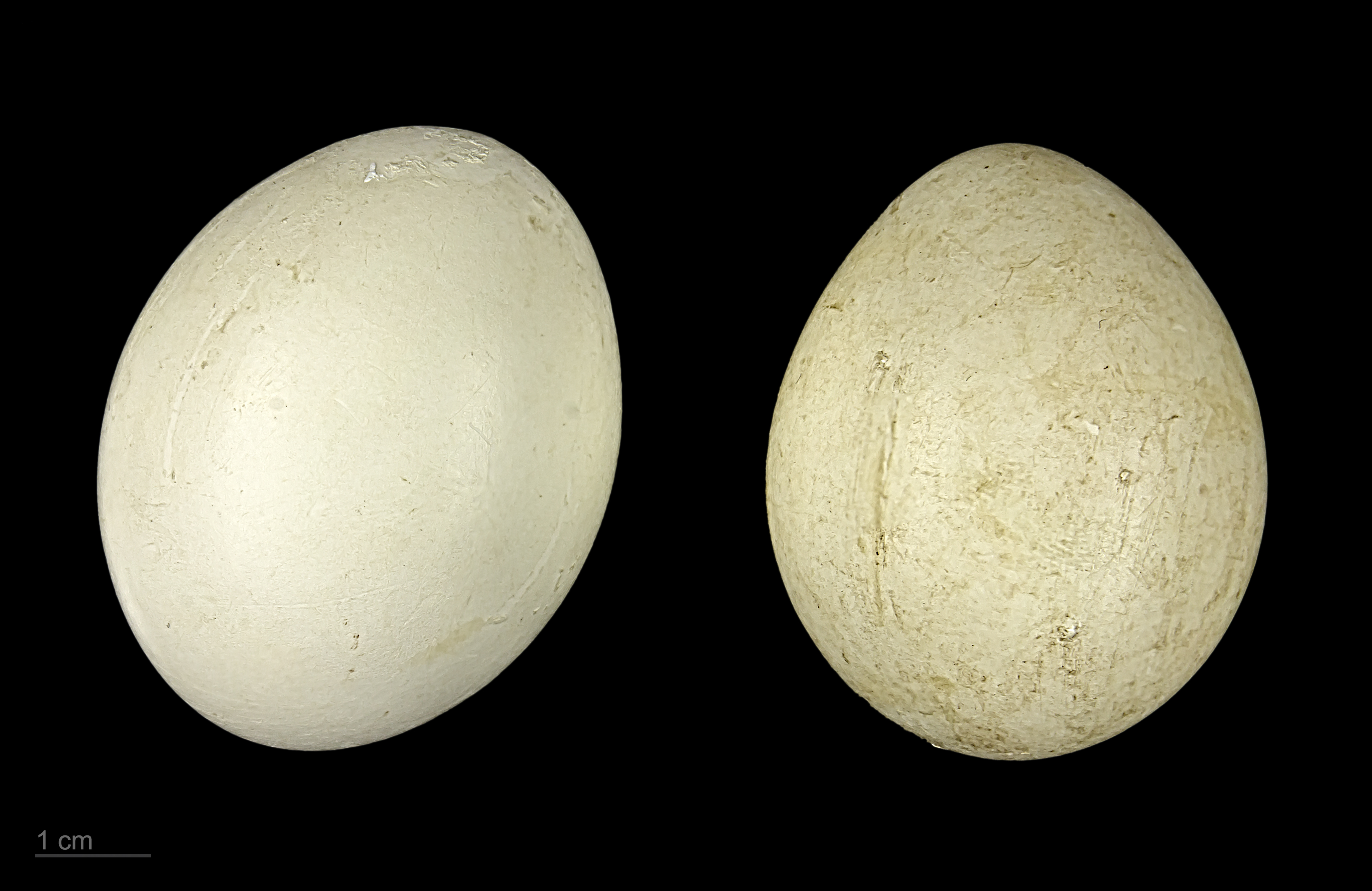
Dendrocygna viduata

白臉樹鴨（Dendrocygna viduata）是分佈在撒哈拉以南非洲及南美洲的一種樹鴨屬。

## 生態
白臉樹鴨數量豐富。牠們主要是留鳥，但也會有達100公里以上的地區性移動。牠們會在地上築巢，每次會產8-12隻蛋，有時也會在樹上築巢。
白臉樹鴨喜歡棲息在淡水湖或水塘，主要吃種子及植物的其他部份。
白臉樹鴨是群居的，在一些位點可以聚居達過千隻。

## 特徵
白臉樹鴨的喙是灰色的，頭部及腳都很長。牠們的面部及冠都是白色的，後枕則是黑色的。背部及雙翼都是深褐色至黑色，下身是黑色，兩側有白色斑紋。頸部是栗褐色。雛鳥頭部的斑紋不怎麼明顯。

## 保育
白臉樹鴨是受到《非洲-歐亞大陸遷徙水鳥保護協定》所保護的。

## 外部連結
- Internet Bird Collection